# Oude en Nieuwe Struijten
Het waterschap polder Oude en Nieuwe Struijten  was een waterschap op het eiland Voorne. Het omvatte een gebied in de gemeente Voorne aan Zee (voorheen Hellevoetsluis, daarvoor Nieuw-Helvoet en tot 1860 Oude en Nieuwe Struijten) in de Nederlandse provincie Zuid-Holland.
Het waterschap was in 1811 ontstaan als apart waterschap van de vóór 1700 opgerichte polders.
Het waterschap was verantwoordelijk voor het waterbeheer in de polders. De waterhuishouding veranderde sterk en vereiste aanpassingen aan de infrastructuur toen tussen 1827 en 1830 het Kanaal door Voorne aangelegd werd. Over dat kanaal is de Struytse brug gebouwd, met daarop een deel van het winkelcentrum Struytse Hoeck.

## Zie ook

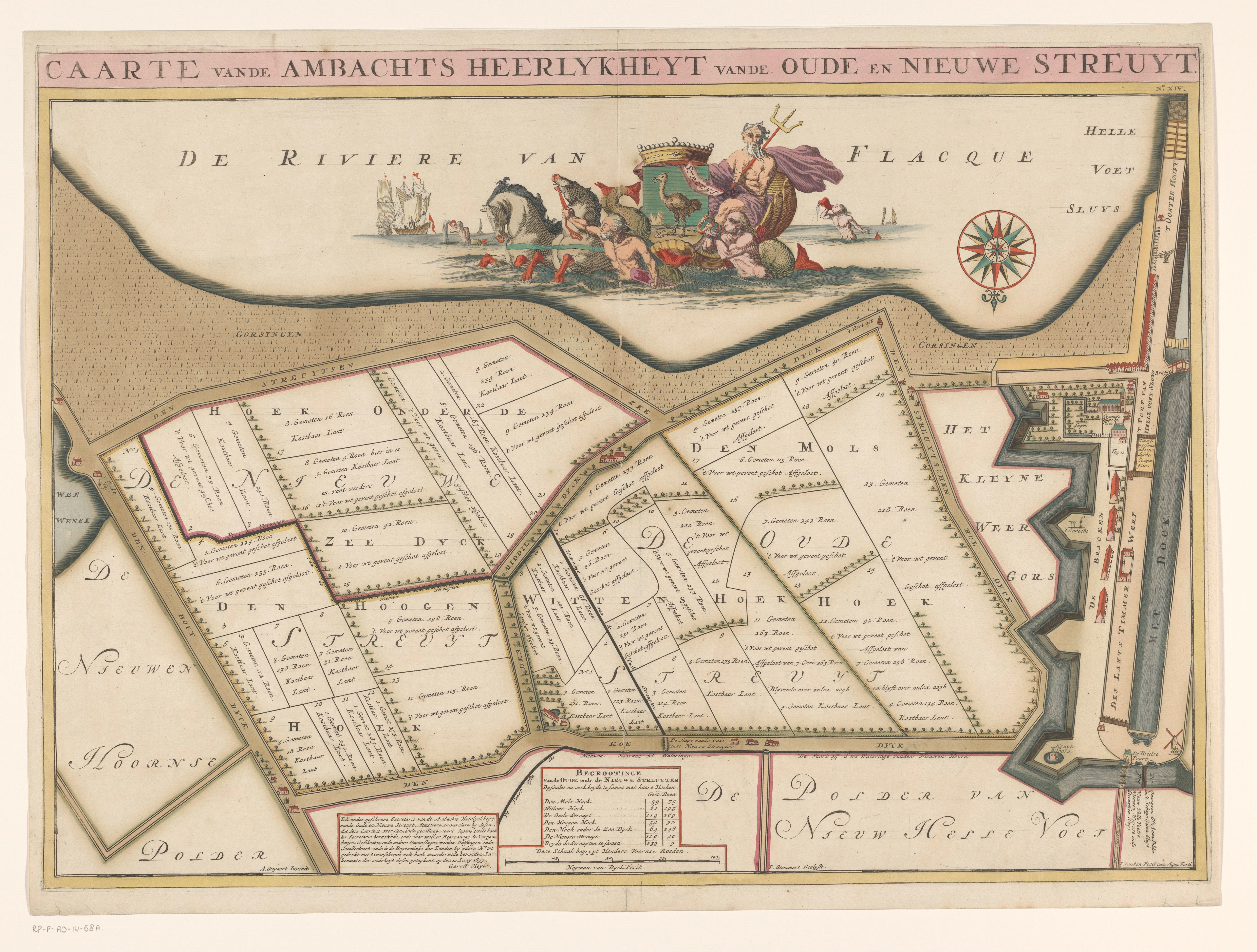
Oude en Nieuwe Struiten 1697